# 孙国强
孙国强（1953年8月—），河南叶县人，1981年9月加入中国共产党。贵州大学哲学系哲学专业毕业，中共中央党校政治学专业在职研究生学历。历任贵阳市云岩区委副书记、区长、副市长、市委常委、常务副市长、市委副书记、代市长、市长，省长助理，省发展和改革委员会主任（2004年12月至2006年11月）等职。2006年3月任贵州省人民政府副省长。2013年1月至2017年1月任贵州省政协副主席。